# Nils Hansson i Ormastorp
Nils Hansson (i riksdagen först kallad Hansson i Norra Varalöv, senare Hansson i Ormastorp), född 30 april 1823 i Broby församling, Kristianstads län, död där 22 april 1874, var en svensk lantbrukare, hemmansägare och politiker.
Han företrädde bondeståndet i Norra och Södra Åsbo samt Bjäre härad vid ståndsriksdagen 1856–1858. Hansson var senare ledamot av riksdagens andra kammare 1873–1874, invald i Södra Åsbo och Bjäre domsagas valkrets i Kristianstads län.